# Liebig Peak
Liebig Peak är en bergstopp i Antarktis. Den ligger i Västantarktis. Argentina, Chile och Storbritannien gör anspråk på området. Toppen på Liebig Peak är 1 593 meter över havet, eller 328 meter över den omgivande terrängen. Bredden vid basen är 8,6 km.
Terrängen runt Liebig Peak är bergig söderut, men norrut är den kuperad. Trakten är obefolkad. Det finns inga samhällen i närheten.